# Mortes em agosto de 2012
Mortes em 2012: ← Janeiro – Fevereiro – Março – Abril – Maio – Junho – Julho – Agosto – Setembro – Outubro – Novembro – Dezembro →
Esta é uma relação de pessoas notáveis que morreram durante o mês de agosto de 2012, listando nome, nacionalidade, ocupação e ano de nascimento. 

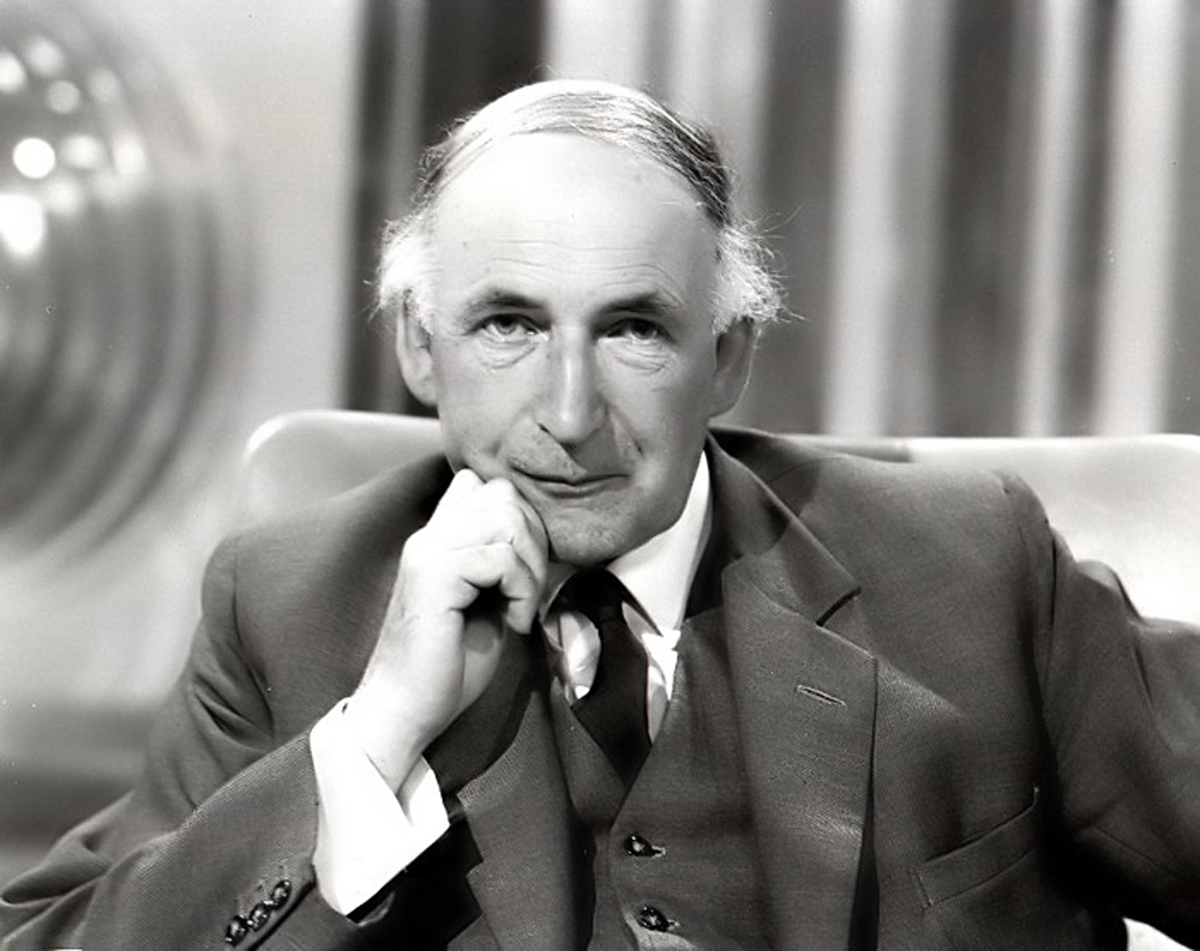
Bernard Lovell, astrônomo britânico.

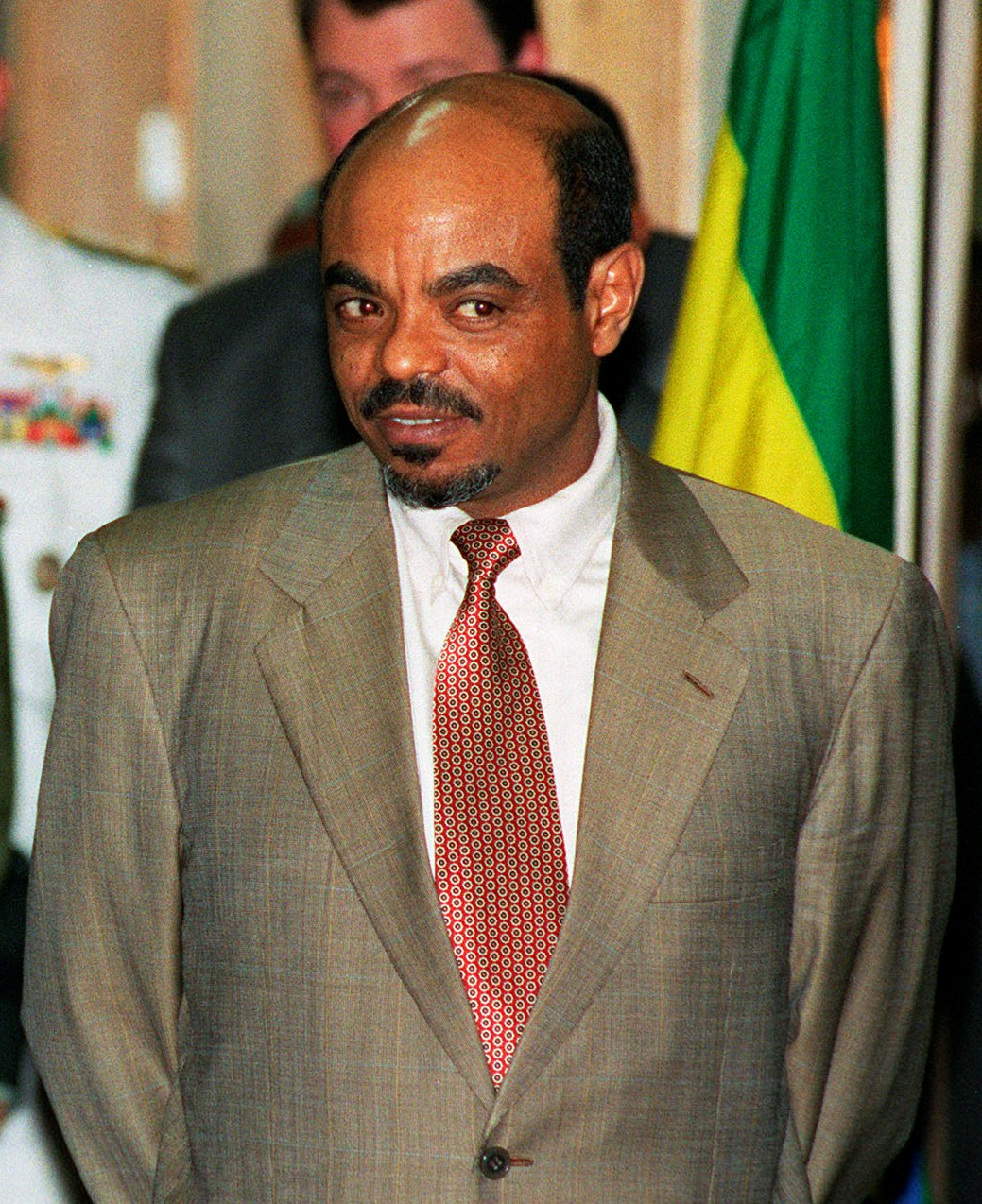
Meles Zenawi, político etíope.

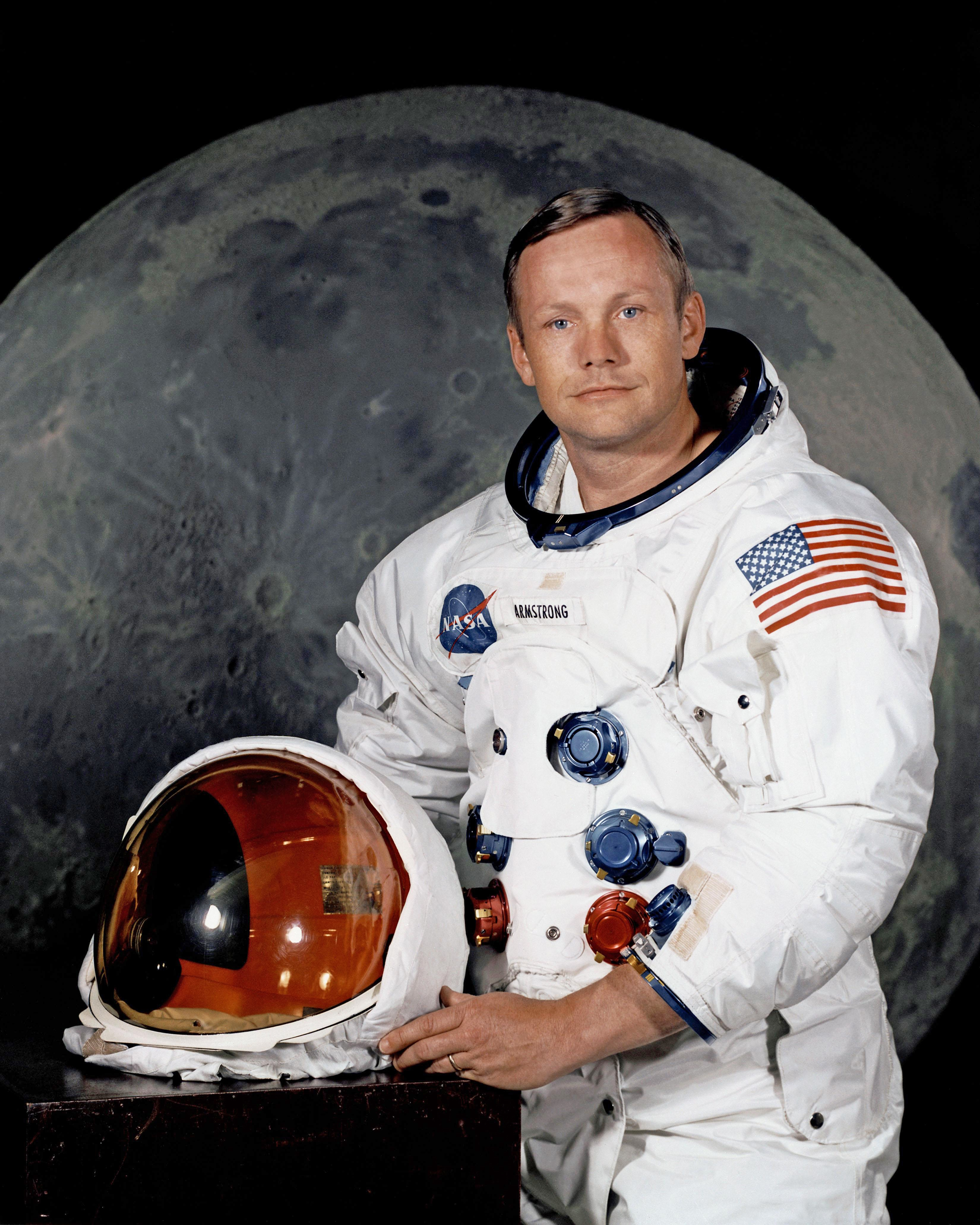
Neil Armstrong, astronauta estadunidense.

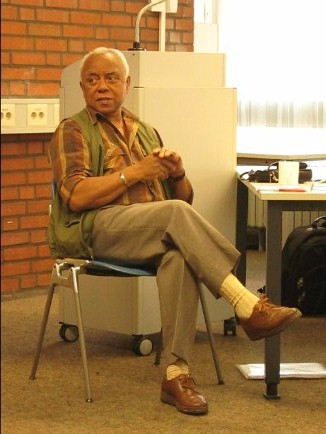
Neville Alexander, linguista sul-africano.

| Dia | Nome                       | Profissão ou motivo de reconhecimento          | País               | Ano de nasc. | Ref    |
| --- | -------------------------- | ---------------------------------------------- | ------------------ | ------------ | ------ |
| 1   | Abel Salinas               | Político                                       | Peru               | 1930         | [ 1 ]  |
| 1   | Aldo Maldera               | Futebolista                                    | Itália             | 1953         | [ 2 ]  |
| 1   | Tony Sly                   | Músico                                         | Estados Unidos     | 1971         | [ 3 ]  |
| 1   | Eurico de Melo             | Engenheiro e político                          | Portugal           | 1925         | [ 4 ]  |
| 2   | Bernd Meier                | Futebolista                                    | Alemanha           | 1972         | [ 5 ]  |
| 2   | Ruy de Freitas             | Basquetebolista                                | Brasil             | 1916         | [ 6 ]  |
| 3   | Severino Araújo            | Músico                                         | Brasil             | 1916         | [ 7 ]  |
| 5   | Chavela Vargas             | Cantora e compositora                          | México/ Costa Rica | 1919         | [ 8 ]  |
| 6   | Bernard Lovell             | Astrônomo                                      | Reino Unido        | 1913         | [ 9 ]  |
| 6   | Celso Blues Boy            | Cantor e guitarrista                           | Brasil             | 1956         | [ 10 ] |
| 6   | Mark O'Donnell             | Escritor e humorista                           | Estados Unidos     | 1954         | [ 11 ] |
| 6   | Ruggiero Ricci             | Violinista                                     | Estados Unidos     | 1918         | [ 12 ] |
| 7   | Robert Hughes              | Crítico, escritor e produtor                   | Austrália          | 1938         | [ 13 ] |
| 7   | Robert Bréchon             | Ensaísta                                       | França             | 1920         | [ 14 ] |
| 7   | Marvin Hamlisch            | Compositor                                     | Estados Unidos     | 1944         | [ 15 ] |
| 7   | Judith Crist               | Jornalista e crítica de cinema                 | Estados Unidos     | 1922         | [ 16 ] |
| 8   | Magro                      | Cantor, vocalista do MPB4                      | Brasil             | 1943         | [ 17 ] |
| 9   | Pyotr Fomenko              | Encenador                                      | Rússia             | 1931         |        |
| 9   | Gene F. Franklin           | Engenheiro, especialista em teoria de controle | Estados Unidos     | 1927         | [ 18 ] |
| 9   | Carl Davis                 | Produtor musical                               | Estados Unidos     | 1934         | [ 19 ] |
| 10  | Philippe Bugalski          | Piloto de ralis                                | França             | 1963         | [ 20 ] |
| 10  | Carlo Rambaldi             | Técnico efeitos visuais                        | Itália             | 1925         | [ 21 ] |
| 10  | Suresh Dalal               | Poeta e ensaísta                               | Índia              | 1932         | [ 22 ] |
| 12  | Joe Kubert                 | Desenhista e roteirista de quadrinhos          | Polónia            | 1926         | [ 23 ] |
| 13  | Johnny Pesky               | Beisebolista                                   | Estados Unidos     | 1919         | [ 24 ] |
| 13  | Helen Gurley Brown         | Autora e empresária                            | Estados Unidos     | 1922         | [ 25 ] |
| 14  | Svetozar Gligorić          | Enxadrista                                     | Sérvia             | 1923         |        |
| 15  | Altamiro Carrilho          | Flautista e compositor                         | Brasil             | 1924         | [ 26 ] |
| 17  | Martine Franck             | Fotógrafa                                      | Bélgica            | 1938         | [ 27 ] |
| 18  | Scott McKenzie             | Cantor                                         | Estados Unidos     | 1939         | [ 28 ] |
| 19  | Tony Scott                 | Cineasta                                       | Inglaterra         | 1944         | [ 29 ] |
| 20  | Phyllis Diller             | Atriz e comediante                             | Estados Unidos     | 1917         | [ 30 ] |
| 20  | Dom Mintoff                | Ex-primeiro-ministro                           | Malta              | 1916         | [ 31 ] |
| 20  | Mika Yamamoto              | Jornalista                                     | Japão              | 1967         | [ 32 ] |
| 21  | Meles Zenawi               | Primeiro-ministro                              | Etiópia            | 1955         | [ 33 ] |
| 21  | William Thurston           | Matemático                                     | Estados Unidos     | 1946         | [ 34 ] |
| 22  | Paul Shan Kuo-hsi          | Cardeal católico                               | China              | 1923         | [ 35 ] |
| 22  | Nina Bawden                | Escritora                                      | Reino Unido        | 1925         | [ 36 ] |
| 23  | Jerry Nelson               | Dublador                                       | Estados Unidos     | 1934         | [ 37 ] |
| 24  | Félix                      | Goleiro do Brasil na Copa de 1970              | Brasil             | 1937         | [ 38 ] |
| 25  | Neil Armstrong             | Astronauta, primeiro homem a pisar na Lua      | Estados Unidos     | 1930         | [ 39 ] |
| 25  | Eduardo Koaik              | Bispo                                          | Brasil             | 1926         | [ 40 ] |
| 25  | Aurélio Granada Escudeiro  | Bispo                                          | Portugal           | 1920         | [ 41 ] |
| 27  | Neville Alexander          | Linguista                                      | África do Sul      | 1936         | [ 42 ] |
| 27  | Ivan "Ivica" Horvat        | Futebolista e treinador                        | Croácia            | 1926         | [ 43 ] |
| 27  | Malcolm Browne             | Jornalista e fotógrafo                         | Estados Unidos     | 1931         | [ 44 ] |
| 29  | Sergei Ovchinnikov         | Treinador de voleibol                          | Rússia             | 1969         | [ 45 ] |
| 31  | Carlo Maria Martini        | Cardeal da Igreja Católica                     | Itália             | 1927         |        |
| 31  | Sergei Leonidovich Sokolov | Militar                                        | Rússia             | 1911         | [ 46 ] |